# Concertul pentru vioară în La minor (Bach)
Concertul pentru vioară în La minor, BWV 1041, este un concert pentru vioară compus de Johann Sebastian Bach. "În general se crede că a fost compus la Köthen între 1717 și 1723", deși Cristoph Wolff a lansat posibilitatea ca lucrarea să fi fost compusă în Leipzig, probabil când Bach era director la Collegium Musicum. Oricare ar fi cazul, singurul manuscris care mai există astăzi sunt părți pe care Bach (împreună cu alți copiști) le-a copiat la Leipzig în circa 1730 dintr-o schiță sau partitură acum pierdută.

## Structură și analiză
Concertul este structurat în trei părți:
1. [fără indicație de tempo] în măsura 2/4
2. Andante în Do major, în măsura 4/4
3. Allegro assai în măsura 9/8

Motivele temei din prima parte apar în combinații schimbătoare și sunt separate și intensificate pe tot parcursul părții.
În partea a doua Bach utilizează un model insistent de ostinato în registrul bas care este repetat constant pe tot parcursul părții. Bach pune accent pe variațiunile din relațiile armonice.
În ultima parte Bach se bazează pe un bariolaj pentru a genera efecte acustice extraordinare. Ritmul și măsura amintesc de o gigă.
Lucrarea este un concert baroc în formă ritornello. Asta înseamnă că există o secțiune principală care revine în fragmente atât pentru vioara solo cât și pentru clavecin și părțile orchestrale.

## Transcripții
Acest concert a fost transpus pentru clavecin solo și orchestră sub forma Concertului pentru clavecin în Sol minor, BWV 1058.